# Ь (паровоз)
Паровозы серии Ь (ерь) — маневровые и промышленные танк-паровозы российских и советских железных дорог, разнообразные по числу осей и конструктивным особенностям, объединённые по классификации 1912 года в одну серию.

## История
Временем появления в России паровозов, специально предназначенных для маневровых (станционных) работ и работ на заводских подъездных путях, следует, по-видимому, считать 1860 год. Ранее эти работы выполнялись обычными магистральными паровозами и были трудны из-за плохой вписываемости этих локомотивов в кривые малого радиуса и недостаточной видимости путей и сигналов при движении задним ходом (из-за тендера). Кроме того, парораспределительный механизм магистральных локомотивов был спроектирован преимущественно для ровного и поступательного движения передним ходом.
Из-за разнообразия условий работы унификация паровозов этой категории была затруднена. Предприятия и отдельные железные дороги — особенно частные — предпочитали самостоятельно формулировать требования к заводам-производителям и заказывали локомотивы небольшими партиями. В результате к 1912 году, когда была принята единая классификация локомотивов на всех русских железных дорогах, маневровыми работами занимались паровозы самых разнообразных конструкций. Единственное, что по-настоящему их объединяло — отсутствие тендеров для хранения воды и топлива. За редким исключением (тендерные паровозы серии Т американского завода Портер на Мурманской железной дороге, паровозы серии Е завода Шарп-Стюарт на станции в Ковно), все маневровые паровозы были танк-паровозами. Во время классификации 1912 г. им была присвоена серия Ь (ерь).
Единый тип маневрового паровоза удалось создать только при Советской власти, в 1935 г. Он выпускался как локомотив серии 9П, но паровозы Ь продолжали активно использоваться на железных дорогах и подъездных путях вплоть до перехода на тепловую и электрическую тягу.

### Первые маневровые танк-паровозы в России
Первыми маневровыми танк-паровозами, построенными в России, явились, видимо, паровозы заводского типа 19 Коломенского завода. В 1877 г. завод выпустил 28 танк-паровозов с осевой формулой 0-3-0. На них стояли котлы со 150 дымогарными трубами, инжекторы Шау, были применены: парораспределительный механизм Аллана и реверс с перекидным рычагом. Паровозы располагали запасом воды в 4,8 м³ и угля — в 1,5 м³, их 2-я и 3-я оси имели общие рессоры и балансиры.
До 1877 г. маневровые танк-паровозы на русские железные дороги поставляли исключительно иностранные предприятия. Импорт такого рода паровозов начался в 1860 г., когда французский завод Кайль изготовил по заказу Московско-Нижегородской дороги первую партию, состоявшую из 2-х локомотивов. Они получили номера 3 и 4, и первоначально обозначались как паровозы серии Д. Локомотивы имели необычный для маневровой работы диаметр колёс — 1510 мм. Колёса такого диаметра обычно использовали для пассажирских паровозов, развивавших высокую скорость и не нуждавшихся в значительном тяговом усилии для движения с тяжёлыми товарными поездами. Тем не менее, танк-паровозы серии Д использовались для манёвров и в 1912 г. были включены в серию Ь, а не в серию Ъ (еръ), где оказались собраны пассажирские танк-паровозы.

## Танк-паровозы с двумя движущими осями

### Тип 0-2-0
Первыми паровозами этого типа на русских железных дорогах оказались английские локомотивы, выпущенные в 1864 г. заводом Дубс в Глазго. Это были 2 паровоза, первоначально отправленные на строительство Курско-Харьковско-Азовской ж. д., а затем — с 1870 г. — работавшие на манёврах на Либаво-Кошедарской (серия B) и Либаво-Роменской (серия МЮ) дорогах. На них были установлены парораспределительные механизмы Стефенсона с внутренним расположением кулисы. Запас воды и дров составлял, соответственно, 2,9 м³ и 0,97 м³.
С 1885 г. паровозы 0-2-0 начали выпускать в России. Первыми локомотивами с этой осевой формулой были 4 машины заводского типа 33, построенные Коломенским заводом и поступившие для маневровых работ на Портовую (Путиловскую) железную дорогу. Первоначально они имели только номера (628—631), а по вхождении Портовой дороги в Николаевскую получили серию Я. Котлы их оборудовались 116 дымогарными трубами, запас воды и топлива составлял соответственно 2,2 и 1,2 м³. Парораспределительный механизм был системы Аллана с наружным (относительно рамы) расположением кулисы, а водяные танки — в отличие от топливных — находились между рамными листами под котлом.
Начиная с 1895 г. часть маневровых паровозов прямо при постройке оборудовали дополнительными, более низко расположенными буферами. Эти буфера предназначались для транспортировки специальных «хлебных» вагонов, эксплуатировавшихся только на ветках Владикавказской дороги. Впервые они были установлены на паровозы иностранной постройки: в 1888 г. на дорогу поступили локомотивы завода Краусс в Мюнхене с предустановленными низкими буферами. Это были 3 паровоза, получившие серию Тм и номера 1003—1005 (с 1900 г. — 2003—2005).
С 1892 г. для передвижения «хлебных» вагонов начали оборудовать и паровозы русской постройки. Первыми из них оказались локомотивы заводского типа 46 Коломенского завода. В 1892 г. было изготовлено 2 таких паровоза, в 1900 — ещё 6. На Владикавказской дороге они первоначально получили серию Тк и номера соответственно 1001—1002 (с 1900 г. — 2051—2052) и 2053—2058.
Первые шаги к унификации парка маневровых танк-паровозов 0-2-0 были сделаны в КБ Коломенского завода в 1914 г. Коломенские инженеры, оставив без изменений удачную экипажную часть паровоза заводского типа И2, а также его машину и котёл, перепроектировали значительную часть навесного оборудования и получившийся локомотив причислили к заводскому типу 137. Были укорочены водяные баки, мешавшие на прототипе обзору машинистом пути впереди паровоза, основной водяной бак (4 м³) установлен между вертикальными листами рамы, а объём угольного ящика увеличился с 1,2 до 1,5 м³.
Машина использовала парораспределительный механизм Вальсхарта с плоскими золотниковыми коробками и поршнями без штоков, котёл вмещал в себя 138 дымогарных труб диаметром 33,5/38 мм, топка выполнена медной, были установлены инжекторы АТНК-6 (Фридмана класса 6). В таком виде паровозы использовались и на подъездных путях предприятий, и для станционной работы на магистральных линиях.
До 1916 г. Коломенский завод успел изготовить 12 танк-паровозов 137 заводского типа, но в советские времена их постройка продолжалась весьма активно, так что число выпущенных с 1917 по 1932 г. локомотивов достигло 102 штук (итого: 114). 137 тип оказался одним из самых распространённых на железных дорогах Советского Союза — по количеству выпущенных машин он значительно превзошёл все прочие типы с осевой формулой 0-2-0.
В 1927 г. началась постройка ДнепроГЭСа. Танк-паровозы обслуживали строительную технику и, главное, обеспечивали строительство стройматериалами и водили тяжёлые думпкарные поезда, вывозя из котлована скальную породу. Прежние, дореволюционной постройки, локомотивы оказались не вполне пригодными для последнего рода работ — сила их тяги (1500—4000 кгс) оказалась мала для преодоления значительных уклонов (иногда более 12 ‰) с многочисленными и тяжело гружёными вагонами. Требовались более мощные паровозы, развивающие тягу в 4000—10000 кгс. Проектирование и производство таких машин начал в 1926 г. Коломенский завод, а в 1927 — Луганский.
Танк-паровозы Коломенского завода 155 типа оказались не слишком удачными: клёпанная из 18-мм листов рама вышла слабой (сильно прогибалась во время эксплуатации и требовала замены), а дымогарные трубы числом 221 имели малый диаметр (33/38 мм) и быстро забивались угольными остатками. Их также пришлось заменять: в результате было установлено 155 новых труб диаметром 41/46 мм. На строительстве ДнепроГЭСа работали 8 паровозов этого типа из 38 построенных — остальные эксплуатировались, в основном, на заводах треста «Югосталь».
Более удачной оказалась конструкция Луганского завода. Это был двухосный вариант танк-паровоза типа 234 — вместе с уменьшением числа движущих осей были укорочены: барабан котла (с 3228 до 2500 мм) и дымогарные трубы. Таких машин построили 14 и на железных дорогах они получили серию Ьл.
Нехватка отечественных танк-паровозов нужной мощности для работ на ДнепроГЭСе принудила заказать соответствующие локомотивы на заграничных предприятиях. 6 машин поступили из Австрии (с присвоением серии ЬВ), 6 — из США (серия ЬА). Американские локомотивы оказались слабосильными — заявленная производителем сила тяги в 7800 кгс достигалась лишь при движении очень малым ходом, до 3 км/ч. Поэтому их применяли для обслуживания экскаваторов и подвозки бетона. Австрийские же танк-паровозы — короткобазовые (2300 мм жёсткой базы) с хорошей силой тяги (8600 кгс) — вполне подошли для вождения думпкаров: на уклоне в 20 ‰ они были в состоянии поднимать поезд из 3—4 вагонов.

### Тип 0-2-1 и 1-2-0
Маневровые танк-паровозы с двумя движущими колесными парами и одной поддерживающей (0-2-1) не получили на русских железных дорогах широкого распространения и отечественными заводами не выпускались. Отдельные дороги размещали заказы на локомотивы такого типа на иностранных заводах, и построенные машины поступали в Россию небольшими партиями.
Первая партия была изготовлена в 1864 г. на германском заводе Борзиг (4 штуки) и поступила для маневровых работ на Одесско-Балтскую дорогу. Но самое значительное число локомотивов 0-2-1 изготовил германский же завод Шварцкопф — его паровозы использовались на 4 дорогах (Балтийская, Уральская горно-заводская, Киево-Воронежская, Московско-Рязанская) и носили литеру Т с различными подстрочными индексами. Благодаря большому диаметру колёс (1400 мм) подходили для пассажирского движения и могли свободно использоваться для вождения местных («Кукушка») и пригородных поездов.
Танк-паровозы типа 1-2-0 были выделаны в 1865 г. в паровозных мастерских Юго-Западных железных дорог из тендерных локомотивов серии Б, изначально построенных на заводах Борзиг. Из получившихся 16 паровозов составили серию БТ, а в 1912 г. три оставшихся в эксплуатации локомотива включили в серию Ь с присвоением индекса: ЬЯ. Первоначально эти танковые паровозы водили пригородные поезда, а затем были переведены на маневровую работу.

## Танк-паровозы с тремя движущими осями

### Тип 0-3-0
Маневровые танк-паровозы с 3 движущими осями оказались наиболее многочисленной группой локомотивов серии Ь на русских и советских железных дорогах. Их раньше других начали приобретать за границей (1860 год, постройки французского завода Кайль), раньше выпускать на отечественных заводах (1877 год, тип 19 Коломенского завода), и наконец, после окончательной унификации 1935 г. именно танк-паровоз типа 0-3-0 стал единым маневровым локомотивом, выпускавшимся советскими заводами (танк-паровоз серии 9П).
Одними из самых надёжных локомотивов заграничной постройки оказались бельгийские танк-паровозы, которые поставлялись на русские дороги, начиная с 1862 г. Их паровая машина была аналогична машине локомотивов завода Кайль, таким же, стефенсоновским, был и парораспределительный механизм. Цилиндры располагались внутри рамы наклонно и передавали рабочее усилие на коленчатую ось, так, что снаружи были видны только дышла, соединяющие 3 ведущие колёсные пары. Первые паровозы этого типа не имели будки машиниста, но впоследствии были ею оборудованы, и в таком виде проработали на манёврах до 1914—1918 гг. Надёжность бельгийских локомотивов оказалась столь высокой, что в 1870-х гг. Главное общество заказало различным заводам в Бельгии (Кулье, Эврард и Леонард) ещё несколько таких паровозов, а с 1878 года аналогичные машины, но с парораспределительным механизмом Аллана, начал изготовлять Невский завод.
В 1870-е годы русские железные дороги и Главное общество Российских железных дорог приобретали за границей множество танк-паровозов различных конструкций. Заказывались они обычно небольшими партиями с целью сравнить разные типы и выбрать из них наиболее подходящие для производства на русских заводах. Тем не менее, среди закупавшихся локомотивов доминировали паровозы с горизонтальными и внешними по отношению к раме цилиндрами и внутрирамной кулисой парораспределительного механизма Стефенсона. Русские же танк-паровозы — как собственной конструкции, так и конструкции заграничной, — производство которых началось в 1877 г. комплектовались в основном парораспределительным механизмом Аллана или, реже, Вальсхарта. К концу XIX в. число импортируемых локомотивов резко сократилось — отечественные заводы вполне справлялись сами с поставками маневровой техники на русские железные дороги. Одновременно уменьшилось и разнообразие производимых локомотивов — новые заводские типы стали появляться или с изменением условий работы (например, вывоз думпкаров из котлованов), или с последовательным улучшением предыдущих заводских типов.
В 1897 году Коломенский завод построил первые паровозы типа 62. Они были оборудованы парораспределительным механизмом Вальсхарта и котлом со 164 дымогарными трубами. Рессоры 1-й и 2-й колёсных пар соединялись между собой продольными балансирами, рессоры 3-й пары — поперечными, для более спокойного хода. До 1912 г. завод изготовил 94 паровоза этого типа, причём, начиная с 1900 г., в их конструкцию вносились некоторые изменения — например, увеличены до 8 м³ водяные танки, утяжелившие локомотивы с 41,3 до 44—45 т. 62 тип применялся на многих дорогах и в соответствии с условиями эксплуатации также модифицировался: на Московско-Ярославско-Архангельской паровозы этого типа были приспособлены для дровяного отопления, на Московско-Курской, Нижегородской, Муромской и Армавир-Туапсинской их топили нефтью, на Екатерининской, Владикавказской, Курско-Харьковско-Севастопольской, КВЖД — углём. На всех дорогах, за исключением КВЖД, первоначально 62 тип обозначался как ТК (на КВЖД — БК), при классификации же 1912 г. их причислили к серии Ь с сохранением индекса — ЬК.
Паровоз Ь2012 в 2016 году был восстановлен до рабочего состояния и является самым старым действующим паровозом в России.
Более серьёзные изменения 62-го типа: увеличение числа дымогарных труб до 180, уменьшение диаметра котла, установку рессоры под каждую буксу и пр. — привели к возникновению в 1910 г. нового паровоза — 118-го заводского типа. Таких паровозов Коломенский завод построил 34. В свою очередь, тип 118 послужил первоосновой для типа 154 того же Коломенского завода — коломенские инженеры уменьшили диаметр дымогарных труб, увеличили их длину, рессоры расположили над буксами, топку сделали медной и с 1926 г. начали выпуск нового локомотива. 154-е паровозы строились трёх типов: 1-й был с большей поверхностью нагрева (96,2 м²), колёсными противовесами, залитыми свинцом и буферными брусьями под винтовую упряжь, 3-й — с меньшей поверхностью нагрева (90,6 м²), с целиком стальными противовесами и брусьями под автоматическую сцепку, 2-й же тип был переходным между двумя крайними — меньшая поверхность нагрева, свинцовые противовесы и буферные брусья под винтовую упряжь. Буксы и рессоры у всех трёх типов располагались снаружи рамы, что значительно облегчало их осмотр и обслуживание. Тормоза у паровозов первого типа и у части второго были паровыми, а у третьего и опять же у части второго — воздушные. Локомотивы 154 типа явились одними из лучших танк-паровозов 0-3-0 средней категории и выпускались до 1931 г. Всего за это время Коломенский завод построил 153 таких паровоза.
Невский и Сормовский заводы также выпускали танк-паровозы средней категории. Первый из них, взяв за основу трёхосный тендерный паровоз «Русак тяжёлый», строившийся в 1880-х гг., сконструировал в конце 1890-х гг. локомотив, получивший серию Ьвн (парораспределительный механизм Вальсхарта, Невского завода). Боковые танки для воды и седельный танк для нефти были превращены в единую конструкцию, которая облегала котёл сверху и с боков. Паровозы Ьвн работали на Закавказской, Николаевской, Привислинских железных дорогах (всего 48 шт.) и на подъездных путях самого Невского завода. Аналогичные паровозы строил Сормовский завод, только на угольном отоплении и с котлами меньшего диаметра. Сормовские паровозы, имевшие серии Ьс и Ьс, выпускались с 1903 по 1926 гг. (около 28 шт.) и работали на Привислинских дорогах и заводских путях. Последние 15 локомотивов были построены для треста «Югосталь», образованного в 1921 г. в Донбасе.
Помимо средних локомотивов железные дороги и промышленные предприятия нуждались в лёгких машинах, но с тремя движущими осями. Первым в России такие паровозы начал производить Харьковский завод. В 1897 г. он разработал танк-паровоз проекта № 2345, многие узлы которого были унифицированы с таковыми у двухосного харьковского локомотива. Паровозы комплектовались парораспределительным механизмом Аллана, водяные танки были боковыми (короткие, возле будки) и рамными, устройством же котла 2345-е были похожи на локомотивы 62 и 118 типов. К 1918 г. харьковские паровозы являлись самыми распространёнными на заводских путях. Всего их выпустили числом 62. В 1907 г. свой проект лёгкого паровоза разработал Луганский завод — № 234 — и в 1909 г. наладил его выпуск. Паровозов 234, зачисленных в серию Ьл, было построено 201 шт. , при этом 16 из них в 1927 г. начали трудиться на строительстве Днепрогэса, подвозя бетон и обслуживая экскаваторы на правом берегу. Коломенский завод не отставал от других и в 1911 г. начал строить паровозы типа И3, также в значительной степени унифицированные с двухосными локомотивами типа И2. Паровозы этого типа были рассчитаны для работы на дорогах с различной шириной колеи: как нормальной, так и узкой. С 1913 по 1927 гг. Коломенский завод их выпустил 22 шт.
Иностранные заводы, хотя и в меньшем числе, но продолжали поставлять трёхосные танк-паровозы в Россию и СССР: в 1911—1913 гг. — германский Оренштейн-Коппель; в 1914 г., перед самой войной, — германский же Борзиг; в 1928—1929 гг. — венский завод: 8 паровозов серии Ьв, направленных на Днепрогэс для вывоза скального грунта на камнедробильные заводы; в 1931 г. — вновь Оренштейн-Коппель и Геншель; в 1933 г. — Байер-Пикок. Впрочем, паровозы 1931 и 1933 гг. выпуска не были включены в серию Ь — их причислили к серии Т: ТГ и ТА, соответственно.
В 1929 г. Невский завод приступил к выпуску менее мощного, чем уже названные локомотивы, танк-паровоза с осевой формулой 0-3-0 — сила тяги новой машины равнялась 8000 кгс. Паровоз типа с имел котёл диаметром в 1264 мм со 180 дымогарными трубами диаметром 40/45 мм и длиною 3400 мм, топку с кожухом цилиндрической формы и прямоугольной огневой коробкой, цилиндрические простые золотники со внутренним впуском, два горизонтальных инжектора АНТК-6. Ведущей осью была вторая, что обеспечивало спокойный задний ход, колёса этой же оси была без реборд для лучшего прохождения кривых малого радиуса, рессоры располагались под буксой каждой оси внутри рамы, которая была листовой с толщиной в 24 мм, тормозов было двое: ручной и паровой. Танки монтировались боковые и рамные, причём рамный резервуар представлял собою самостоятельную конструкцию, а не являлся пространством, составленным из рамных листов. Угольный ящик объёмом 1,2 м³ крепился к будке машиниста. В 1932 г. на паровозах подняли давление пара с 13 до 14 кгс/ см², удлинили до дымовой коробки боковые танки, увеличив тем самым запас воды с 6 до 7,5 м³, длину дымогарных труб довели до 3450 мм, расширили угольный ящик до 2,3 — 2,4 м³. Модификация получила надстрочный индекс в название типа: Т48У — усиленный. В 1934 г. последовали новые изменения: длину дымогарных труб теперь уже уменьшили до 3411 мм с одновременным увеличением их диаметра — до 46/51 мм, уменьшили диаметр колёс с 1100 до 1050 мм, поставили буферные брусья под автоматическую сцепку и паровоздушный насос для нагнетания воздуха в тормозную магистраль составов и снабжения им разгрузочных механизмов вагонов, применили детали сварной конструкции. Эта модификация была зачислена в тип Т48м.
Паровозов типа Т48 всех модификаций Невский завод выпустил 400 шт. Локомотивы хорошо зарекомендовали себя в эксплуатации и выпускались до 1935 г., когда началось производство паровозов типа 164, более известного как танк-паровоз серии 9П.

### Тип 0-3-1 и 0-3-2
Первоначально танк-паровозы этого типа были на русских железных дорогах иностранного производства. В 1877 г. французский завод Кайль построил локомотив 0-3-1 для Лозово-севастопольской дороги, который затем был передан на дорогу Курско-Харьковско-Севастопольскую, которая вошла в состав Южных железных дорог, но этот паровоз ещё не принадлежал к серии Ь, как не было и самой серии. Сначала он ходил под литерой К, затем — И и, на Южных дорогах, Ти. В 1896 г. 39 тендерных паровозов, произведённых заводом Байер-Пикок и работавших на Тамбово-Саратовской железной дороге, были переделаны в паровозы танковые в Козловских и Саратовских мастерских. На паровозы установили боковые танки и угольный ящик позади будки машиниста, под который подкатили поддерживающую ось. Получившийся таким образом из тендерного паровоза типа 0-3-0 танк-паровоз типа 0-3-1 зачислили в 1912 г. в серию Ь с сохранением прежних номеров. В 1898 г. для только что построенной КВЖД американский завод Балдвин выпустил танк-паровозы этого типа числом 27. Локомотивы были с компаунд-машинами и обозначались как ЬА.
Следующие паровозы этого типа, построенные в 1913 г., были уже русского производства: Коломенского завода, заводского типа 147. Их было 4 и предназначались они для маневровой работы на Джульфа-Тавризской железной дороге от русской Джульфы (ныне в Азербайджане) до персидского Тебриза. Поддерживающая ось располагалась в тележке Адамса и предназначалась для уменьшения влияния на сцепной вес уменьшающихся по мере движения запасов воды и топлива. Эксплуатация этих локомотивов показала неэффективность такой схемы для маневровой работы, где выгоднее весь вес превращать в сцепной, распределяя его на движущие оси без поддерживающих, что позволяет при трогании с составом развить большее тяговое усилие.
Танк-паровозы типа 0-3-2, как и предыдущие локомотивы, работали в Закавказье, но на другом участке: на открывшейся в 1871 г. Поти-Тифлисской железной дороге. Паровозы построил завод Йоркшир в 1869 (10 шт.) и в 1870 гг. (5 шт.), и на дороге из них создали серии В и ВВ. Наибольшая допустимая скорость локомотива равнялась 53,3 км/ч при объёме топливного танка в 3,6 м³. В 1912 г. паровозы были зачислены в серию Ь.

## Танк-паровозы с четырьмя движущими осями

### Тип 0-4-0
Танковые паровозы с четырьмя движущими осями появились на русских дорогах в 1874 г., когда завод Зигль для манёвров на Одесской железной дороге построил семь таких локомотивов. С 1890 г. такого рода паровозы строил Александровский завод: в 1890 г. — один, в 1891 г. — семь, в 1892 г. — два. Локомотивы получили литеру М, данных же, были ли они включены в серию Ь, нет.
В 1901 г. Коломенский завод выпустил четырёхосные танк-паровозы сразу двух типов: 75-го и 76-го. Последние могли нести на себе: воды — 7,3 м³, угля — 2,9 м³ в угольном ящике, расположенном за будкой машиниста. 76-е локомотивы предназначались для работы на рудничных путях: Ирминского и Щербининского каменоугольного общества, Вознесенских каменоугольных рудников Карпова (1904), Общества русских каменоугольных копей (1905), Рутченковского горнопромышленного общества (1908); 75-е, с меньшим запасом воды и нефти (7,0 и 2,0 м³) — на станционных работах Московско-Курской, Нижегородской и Муромской дорог. В 1912 г. паровозы получили обозначение ЬК. В 1915 г. Коломенский завод построил 10 паровозов 76-го типа для Северо-Донецкой дороги.
В 1910 г. Николаевский судостроительный завод выпустил 35 танк-паровозов для той же Северо-Донецкой железной дороги, которые незначительно отличались от коломенского типа 76, были в 1912 г. зачислены в серию ЬК и получили наименование «тип Северо-Донецкой железной дороги». Локомотивы были оборудованы парораспределительным механизмом Стефенсона, внутрирамной кулисой, водяным танком в 5,2 м³ и работали перегретым паром.

### Тип 1-4-1 и 2-4-0
Танк-паровозы этих типов поступали на железные дороги Финляндии и в серию Ь не включались.

## Танк-паровозы с пятью движущими осями

### Тип 1-5-1 КВЖД
Танк-паровозы с осевой формулой 1-5-1 появились на советских железных дорогах в 1929 г., когда чешский завод Шкода построил 6 таких локомотивов для советско-китайской Китайско-Восточной железной дороги. Паровозы были построены в самый разгар конфликта на КВЖД и на дороге получили № 4001—4006. В начале 1930-х гг. ещё один локомотив такого типа был построен для КВЖД в Японии на заводе Кавасаки.
Поддерживающая и бегунковая оси локомотива находились в одноосных тележках типа Бисселя, поршень соединялся шатуном с третьей движущей осью, которая не имела в связи с этим поперечного разбега. Остальные оси такой разбег имели и могли сдвигаться относительно центральной линии паровоза, что позволяло последнему проходить кривые радиусом 106,5 м.
Котёл покоился на раме, собранной из 2-х боковин, отлитых из ванадиевой стали. Боковины представляли собою одни из самых крупных и тяжёлых отливок такого рода, производимых на то время в Европе. Топку делали сварной, котёл оборудовали множеством грязевиков и промывочных люков. Объём водяных танков, монтировавшихся по бокам котла, составлял 15 м³, угольного ящика, расположенного позади будки машиниста — 7 м³.
Паровозы работали с тяжёлыми составами массой 1625—2359 т. на линиях, соединяющих Харбин со станциями Имяньпо и Куань-Ченцзы. В основном их использовали в качестве толкачей.

## Сохранившиеся экземпляры

### Паровозы типа Ьвн
Кроме машин типа 62 на постсоветском пространстве сохранились ещё четыре паровоза подсерии Ьвн.
Первая машина Ьвн.9773 работала в депо Сызрань, позже передана на ЭК ВНИИЖТ в Щербинке. Позже передана на Горьковскою ж.д. в музей «Паровозы России» на станции Горький-Сортировочный.
Вторая машина Ьвн.9775 в грузинском городе Имерия на станции Самтредия Грузинской ж.д. Третья машина Ьвн.9781 памятник на Ростовском ЭРЗ. В 1974 году установлен в виде памятника к 100-летнему юбилею главных ремонтных мастерских Владикавказской ж.д. Четвёртая машина Ьвн.9794 памятник в ТЧ-2 Гюмри (Ленинакан) Армянской железной дороги.
Эти четыре паровоза были построены в 1898—1899 годах XIX века на Невском судостроительном заводе.

## Галерея
- Танк-паровоз типа 62 Ь.2023 Владикавказской железной дороги. Музей Октябрьской железной дороги. Был приписан к депо Грозный
- Танк-паровоз типа 62 Коломенского завода.
- Танк-паровоз типа 62 Коломенского завода.